# Lázaro Martínez (triple saut)
Ne doit pas être confondu avec Lázaro Martínez (400 mètres).
Lázaro Martínez Santray (né le 3 novembre 1997 à Guantánamo) est un athlète cubain, spécialiste du triple saut, champion du monde en salle en 2022.

## Biographie

### Débuts
Il se révèle en 2013 lors des championnats du monde cadets de Donetsk en Ukraine, en s'emparant de la médaille d'or du triple saut avec la marque de 16,63 m. Il remporte par la suite les championnats panaméricains juniors, à Medellín avec un saut à 16,49 m.
Le 1er février 2014, à La Havane, il établit à l'âge de seize ans la meilleure performance mondiale cadet de tous les temps au triple saut avec la marque de 17,24 m (+0,7 m/s), soit 61 cm de mieux que son précédent record établi lors des mondiaux cadets de Donetsk. La précédente meilleure marque mondiale était détenue depuis 2000 par le Chinois Gu Junjie avec 16,89 m. Deuxième du meeting de Shanghai, et troisième du meeting Golden Gala de Rome, il participe fin juillet aux championnats du monde juniors à Eugene, dans l'Oregon. Il y remporte la médaille d'or en signant un nouveau record de la compétition avec 17,13 m. Il se classe deuxième des Jeux d'Amérique centrale et des Caraïbes de 2014 derrière son compatriote Ernesto Revé.
En 2016 à Bydgoszcz, le Cubain décroche son deuxième titre mondial junior avec 17,06 m. Il participe aux Jeux olympiques d'été de 2016 à Rio de Janeiro. Auteur d'un meilleur saut à 16,68 m, il se classe 8e de la finale. Il se classe douzième des championnats du monde 2017 à Londres (16,25 m).

### Blessures et titre de champion du monde en salle (2022)
Lázaro Martínez se blesse grièvement au tibia en fin de saison 2017 et ne dispute que très peu de compétitions en 2018, 2019 et 2020. L'ancien triple-sauteur Yoelbi Quesada devient son nouvel entraineur.
Le 18 mars 2022, Lázaro Martínez remporte la médaille d'or des Championnats du monde en salle à Belgrade en établissant un nouveau record personnel ainsi que la meilleure performance mondiale de l'année, dès son entrée dans le concours avec 17,64 m. Vainqueur des championnats ibéro-américains à La Nucia avec la marque de 17,30 m, il se qualifie pour la finale des championnats du monde à Eugene mais mord ses trois essais.
Martinez remporte les Jeux d'Amérique centrale et des Caraïbes en juillet 2023 à San Salvador. Il y établit un nouveau record personnel en plein air avec 17,51 m. Le mois suivant, à Budapest en finale des championnats du monde, il atteint la marque de 17,41 m à son deuxième essai et remporte la médaille d'argent, derrière le Burkinabé Hugues Fabrice Zango. En fin d'année 2023, il s'impose en finale des Jeux panaméricains, à Santiago au Chili, avec un saut à 17,19 m.

## Palmarès
| Date | Compétition                              | Lieu           | Résultat | Marque  |
| ---- | ---------------------------------------- | -------------- | -------- | ------- |
| 2013 | Championnats du monde cadets             | Donetsk        | 1er      | 16,63 m |
| 2013 | Championnats panaméricains juniors       | Medellín       | 1er      | 16,49 m |
| 2014 | Championnats du monde juniors            | Eugene         | 1er      | 17,13 m |
| 2014 | Jeux d'Amérique centrale et des Caraïbes | Veracruz       | 2e       | 16,91 m |
| 2016 | Championnats du monde juniors            | Bydgoszcz      | 1er      | 17,06 m |
| 2016 | Jeux olympiques                          | Rio de Janeiro | 8e       | 16,68 m |
| 2017 | Championnats du monde                    | Londres        | 12e      | 16,25 m |
| 2022 | Championnats du monde en salle           | Belgrade       | 1er      | 17,64 m |
| 2022 | Championnats ibéro-américains            | La Nucia       | 1er      | 17,30 m |
| 2022 | Championnats du monde                    | Eugene         | finale   | NM      |
| 2023 | Jeux d'Amérique centrale et des Caraïbes | San Salvador   | 1er      | 17,51 m |
| 2023 | Championnats du monde                    | Budapest       | 2e       | 17,41 m |
| 2023 | Jeux panaméricains                       | Santiago       | 1er      | 17,19 m |
| 2024 | Championnats du monde en salle           | Glasgow        | 8e       | 16,69 m |
| 2024 | Jeux olympiques                          | Paris          | 8e       | 17,34 m |

## Records
| Épreuve     | Épreuve   | Performance | Lieu         | Date           |
| ----------- | --------- | ----------- | ------------ | -------------- |
| Triple saut | Plein air | 17,51 m     | San Salvador | 7 juillet 2023 |
| Triple saut | Salle     | 17,64 m     | Belgrade     | 18 mars 2022   |